# 下田悠子
下田 悠子（しもだ ゆうこ、1987年9月9日 - ）は、日本の脚本家、放送作家である。

## 略歴
東京都東京都立小石川高等学校、慶應義塾大学を経て、映画美学校脚本コース第4期高等科修了。
映画美学校在学中に第27回フジテレビヤングシナリオ大賞に応募した作品『めざわりな愛の味がする』が最終選考に残る。
2016年、FOD配信ドラマ『SHIBUYA零丁目』にてデビュー。

## 主な作品

### テレビドラマ
- SHIBUYA零丁目（2016年、FOD） - 脚本
- ぼくは麻理のなか（2017年、FOD） - 脚本
- 青と僕（2018年、FOD） - 脚本
- 文学処女（2018年、毎日放送） - 脚本
- コーヒー&バニラ（2019年、毎日放送） - 脚本
- ねぇ先生、知らないの?（2019年、毎日放送） - 脚本
- 捨ててよ、安達さん。（2020年、テレビ東京） - 脚本
- シックスティーン症候群（2020年、FOD） - 脚本
- 私をもらって 〜追憶編〜（2024年、日本テレビ / Hulu） - 脚本
- 私をもらって 〜恋路編〜（2024年、日本テレビ / Hulu） - 脚本

### 映画
- ぼくらのレシピ図鑑シリーズ 第2弾「夏、至るころ」（2020年） - 脚本

### 舞台
- 狐ノ屋台 (2018年) - 脚本

### CM
- イモトのWifi「キミとつながる」編（2016年） - 脚本